# Галиполи
Галиполи (итал. Gallipoli) је насеље у Италији у округу Лече, региону Апулија.
Према процени из 2011. у насељу је живело 19176 становника. Насеље се налази на надморској висини од 23 м.

## Становништво
| 1936.  | 1951.  | 1961.  | 1971.  | 1981.  | 1991.  | 2001.  | 2011.  |
| ------ | ------ | ------ | ------ | ------ | ------ | ------ | ------ |
| 13.048 | 15.734 | 16.196 | 17.114 | 19.822 | 20.090 | 20.266 | 20.398 |